# Telma María Zúñiga Álvarez
Telma María Zúñiga Álvarez (Costa Rica, 29 de diciembre de 1952) es pionera en el atletismo costarricense, especializándose en competencias de media y larga distancia a lo largo de su vida deportiva.

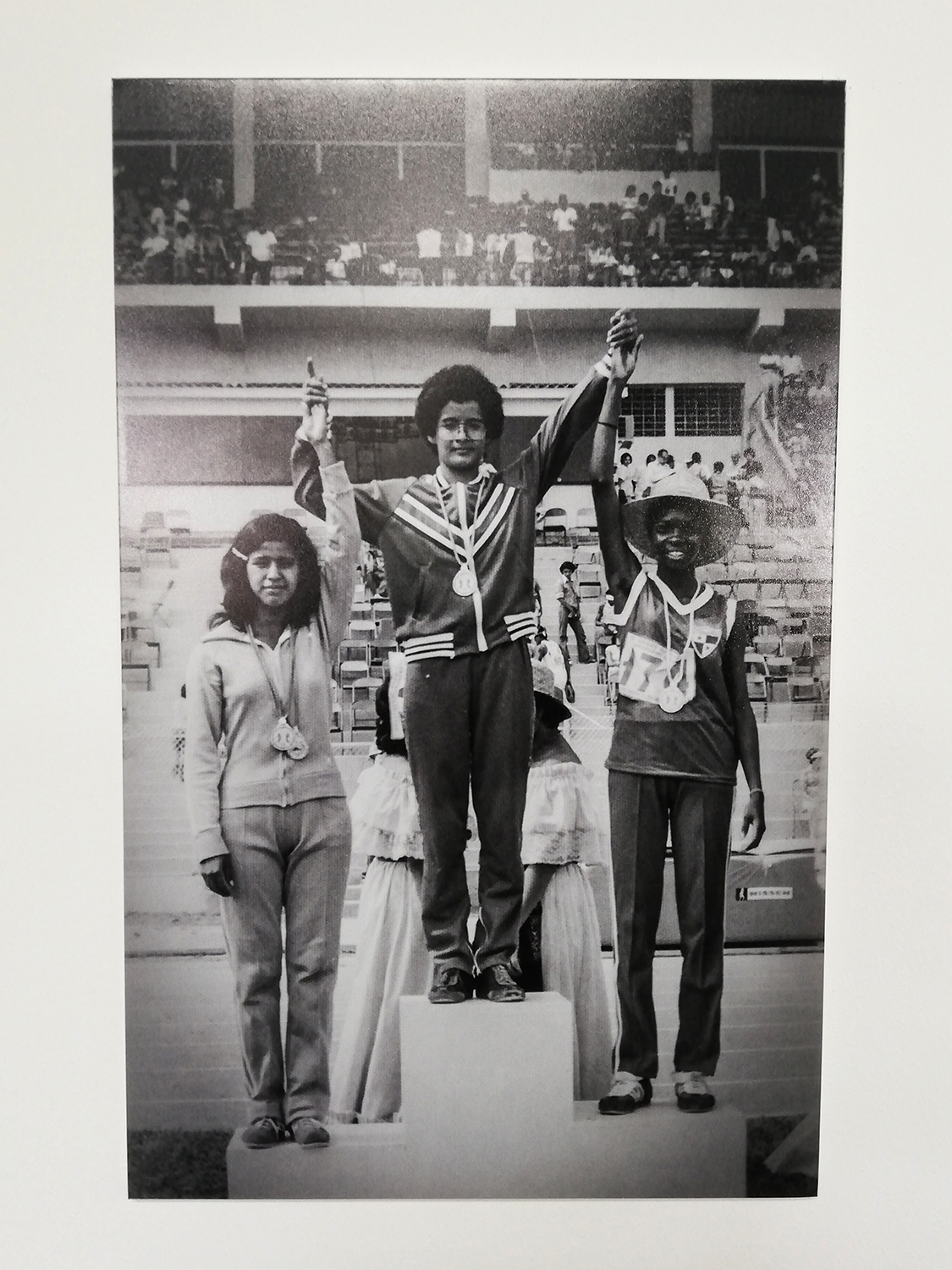
Medalla de oro para Telma Zúñiga Álvarez. Premiación de los 1500 metros, I Juegos Deportivos Centroamericanos Guatemala, 1973.

Incursiona en el atletismo a los 19 años e ingresa a estudiar Educación Física a la Universidad de Costa Rica. Durante su trayectoria como atleta destaca su participación en los I Juegos Deportivos Centroamericanos (Guatemala, 1973), donde gana medalla de oro en 1.500 metros, con una marca de 5:13.0,para volver a participar en dichas justas 21 años después, en los V Juegos Deportivos Centroamericanos (El Salvador, 1994), y ganar oro en 3.000 y 10.000 metros.
Durante ocho años consecutivos (de 1973 a 1980) es elegida por el Círculo de cronistas y locutores deportivos de Costa Rica como la Mejor atleta femenina del año, lo que demuestra la contundencia de su rol y alto desempeño en el atletismo costarricense.

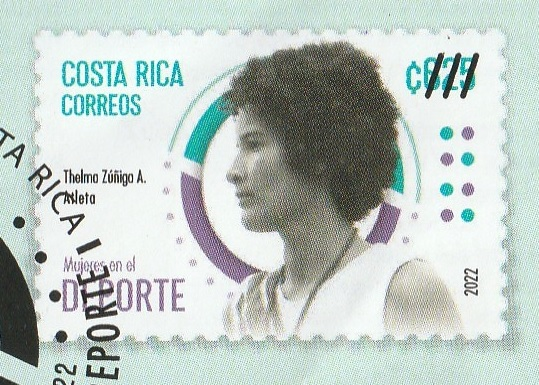
Estampilla de la serie "Mujeres en el deporte", Correos de Costa Rica.

También se ha desempeñado como directiva, jueza y entrenadora de atletismo, llegando a formar a atletas como Magdalena Molina, Lidiette Vargas y Glendorly Pinnock.
En los últimos años ha recibido homenajes por su trayectoria y aporte al deporte costarricense, destacando la emisión postal "Mujeres en el deporte", realizada en noviembre de 2022 por Correos de Costa Rica, en la que Zúñiga protagoniza los sellos postales de la colección.

## Marcas personales

### En pista
| Modalidad | Tiempo     | Evento                                                               | Localidad                  | Fecha                    |
| --------- | ---------- | -------------------------------------------------------------------- | -------------------------- | ------------------------ |
| 800 m     | 2´12’’7/   | XIII Juegos deportivos Centroamericanos y del Caribe, Medellín 1978. | Medellín, Colombia.        | 17 de julio de 1978      |
| 1.500 m   | 4’41’’/    | Campeonato, Estadio Nacional.                                        | San José, Costa Rica.      | 2 de junio de 1979       |
| 3.000 m   | 10’01’’8/  | Campeonato, Estadio Nacional.                                        | San José, Costa Rica.      | 1 de agosto de 1981      |
| 5.000 m   | 18’01’’4/  | I Juegos Deportivos Veteranos.                                       | San José, Costa Rica.      | 12 de septiembre de 1993 |
| 10.000 m  | 36’27’’29/ | V Juegos Deportivos Centroamericanos, El Salvador 1994.              | San Salvador, El Salvador. | 18 de enero de1994       |

### En ruta
| Modalidad     | Tiempo       | Localidad           | Fecha                   |
| ------------- | ------------ | ------------------- | ----------------------- |
| 10 km         | 35’55’’8/    | Miami, EE. UU.      | 9 de enero de 1982      |
| Media maratón | 1 h 21’37’’/ | Juncos, Puerto Rico | 21 de noviembre de 1993 |
| Maratón       | 2 h 51’40’’  | Miami, EE. UU.      | 16 de enero de 1982     |

## Reconocimientos

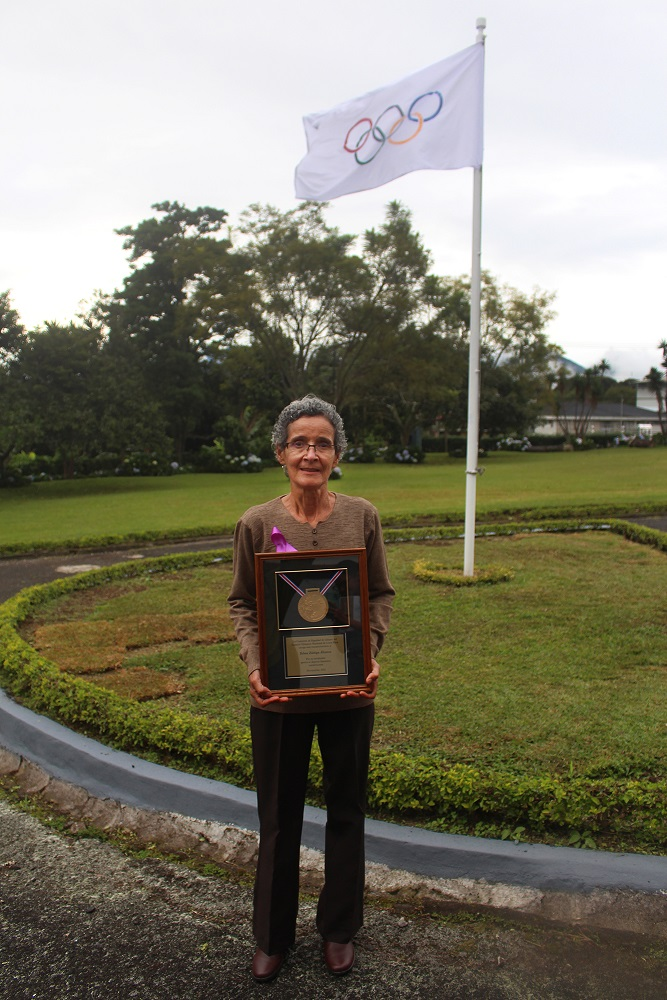
19 de noviembre de 2022. Homenaje del del Comité Olímpico Nacional (CON) de Costa Rica.

- Mención honorífica por “Brillante labor cumplida” en I Juegos Deportivos Centroamericanos, Guatemala 1973. Círculo de cronistas y locutores deportivos de Costa Rica.
- Mejor deportista centroamericana 1977. Asociación de Cronistas Deportivos de Guatemala.
- Mejor deportista universitaria 1977. Vicerrectoría de Vida Estudiantil y la Asociación deportiva de la Universidad de Costa Rica.
- Mejor atleta femenina del año en Atletismo. De 1973 a 1980 y en 1982. Círculo de cronistas y locutores deportivos de Costa Rica.
- Dedicada de los X Juegos Deportivos Nacionales, San José, 1985. Instituto Costarricense del Deporte (ICODER).
- Mejor deportista en disciplina individual femenina. Premios Nacionales del Deporte 1999. Instituto Costarricense del Deporte (ICODER).
- Dedicada del atletismo en los XXIII Juegos Deportivos Nacionales, San José, 2001. Instituto Costarricense del Deporte (ICODER).
- Homenaje del 8 de marzo "por su aporte al progreso de nuestro cantón", 2005. Municipalidad de Desamparados.
- Reconocimiento “por su brillante labor en el atletismo”, 2006. Círculo de periodistas y locutores deportivos de Costa Rica.
- Reconocimiento del 8 de marzo, como “pionera en la lucha por la incursión y permanencia de las mujeres en el deporte”, 2012. Presidencia de la República de Costa Rica, Instituto Nacional de las Mujeres (INAMU), Comité Olímpico Nacional (CON) e Instituto costarricense del Deporte (ICODER).
- Reconocimiento “por su invaluable aporte al deporte femenino costarricense”, 2022. Comisión de Equidad de Género del Comité Olímpico Nacional (CON).
- Reconocimiento “por su trayectoria en el equipo de atletismo de la Universidad de Costa Rica”, 2024. Asociación Deportiva Universitaria de la Universidad de Costa Rica.